# Excatedral de San Francisco de Asís (Alepo)
La iglesia de San Francisco de Asís es el nombre que recibe un edificio religioso que funcionó como la catedral de la Iglesia católica en la ciudad Alepo, en el norte del país asiático de Siria.
El templo usa el rito romano o latino, está dedicada a san Francisco de Asís y fue desde 1937 a 2011 la sede del vicariato apostólico de Alepo (en latín: Vicariatus Apostolicus Aleppensis) que fue creado en 1762 por el papa Clemente XIII y que ha bautizado doce mil fieles cristianos hasta 2004. La catedral es de estilo neo-clásico. Es mantenida por los franciscanos. En 2011 la catedral fue trasladada a la iglesia del Niño Jesús en Alepo.
Esta bajo la responsabilidad pastoral del obispo Georges Abou Khazen.